# Obiectivul de Dezvoltare Durabilă 11 al Uniunii Europene
ODD 11 - Orașe și comunități durabile propune reînnoirea și planificarea orașelor și altor așezări umane într-un mod care să ofere oportunități tuturor, cu acces la servicii de bază, energie, locuințe, transport și spații publice verzi, reducând în același timp utilizarea resurselor și impactul asupra mediului.
Aproximativ 325 de milioane de persoane, aproape trei sferturi din populația UE, trăiesc în zone urbane — municipii, orașe și suburbii, iar aproape 40% locuiesc în municipii. Având în vedere că ponderea populației urbane a Europei se estimează că va crește la puțin peste 80% până în 2050, municipiile, orașele și suburbiile durabile sunt, prin urmare, esențiale pentru bunăstarea și calitatea vieții cetățenilor. Monitorizarea ODD 11 în contextul UE înseamnă analizarea evoluțiilor calității vieții în orașe și comunități, mobilitatea durabilă și impactul negativ asupra mediului. În general, UE a făcut doar progrese modeste în direcția ODD 11 în ultimii câțiva ani. Deși s-au înregistrat progrese puternice în creșterea calității vieții în orașe și comunități, tendințele în domeniul mobilității durabile sunt mai puțin clare și, în plus, sunt afectate de pandemia COVID-19. Imaginea este la fel de diversificată în ceea ce privește impactul negativ asupra mediului, fiind vizibile atât tendințe durabile, cât și nesustenabile.

## Indicatori care măsoară progresul către ODD11, UE
| Indicator                                                                    | Perioadă                                                    | Rata anuală de creștere                                     | Tendință                                                    | Observații                              |
| Calitatea vieții în orașe și comunități                                      | Calitatea vieții în orașe și comunități                     | Calitatea vieții în orașe și comunități                     | Calitatea vieții în orașe și comunități                     | Calitatea vieții în orașe și comunități |
| ---------------------------------------------------------------------------- | ----------------------------------------------------------- | ----------------------------------------------------------- | ----------------------------------------------------------- | --------------------------------------- |
| Rata severă a deficiențelor locative                                         | 2010–2020                                                   | –3,4%                                                       | ▲                                                           | ODD 11                                  |
| Rata severă a deficiențelor locative                                         | 2015–2020                                                   | –4,1%                                                       | ▲                                                           | ODD 11                                  |
| Populația care locuiește în gospodării afectate de poluare fonică            | 2010–2020                                                   | –1,6%                                                       | ▲                                                           | ODD 11                                  |
| Populația care locuiește în gospodării afectate de poluare fonică            | 2015–2020                                                   | –0,8%                                                       | ▲                                                           | ODD 11                                  |
| Ani de viață pierduți din cauza expunerii la PM2,5                           | 2005–2020                                                   | constatat: –3,9%                                            | ▲                                                           | ODD 11                                  |
| Ani de viață pierduți din cauza expunerii la PM2,5                           | 2005–2020                                                   | necesar:: –3,1%                                             | ▲                                                           | ODD 11                                  |
| Ani de viață pierduți din cauza expunerii la PM2,5                           | 2015–2020                                                   | constatat: –5,8%                                            | ▲                                                           | ODD 11                                  |
| Ani de viață pierduți din cauza expunerii la PM2,5                           | 2015–2020                                                   | necesar:: –3,3%                                             | ▲                                                           | ODD 11                                  |
| Populația care raportează infracțiuni, violență sau vandalism în zona lor[*] | 2010–2020                                                   | –2,0%                                                       | ▲                                                           | ODD 16                                  |
| Populația care raportează infracțiuni, violență sau vandalism în zona lor[*] | 2015–2020                                                   | –4,1%                                                       | ▲                                                           | ODD 16                                  |
| Mobilitate durabilă                                                          |                                                             |                                                             |                                                             |                                         |

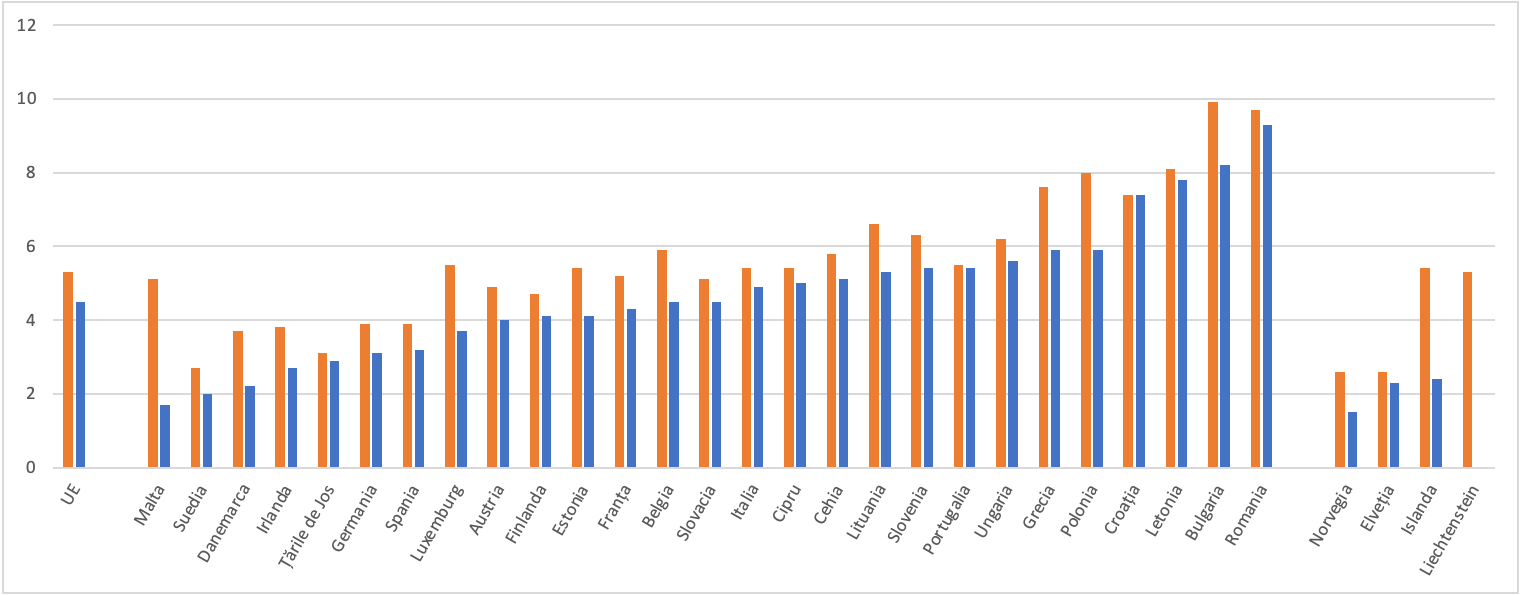
2016
2021
Sursa: Eurostat (online data code: sdg_11_40)

| Mortalitatea cauzată de traficul rutier                                      | 2006–2021                                                   | constatat: –4,6%                                            | ▲                                                           | ODD 11                                  |
| Mortalitatea cauzată de traficul rutier                                      | 2006–2021                                                   | necesar:: –5,1%                                             | ▲                                                           | ODD 11                                  |
| Mortalitatea cauzată de traficul rutier                                      | 2016–2021                                                   | constatat: –3,5%                                            | ▲                                                           | ODD 11                                  |
| Mortalitatea cauzată de traficul rutier                                      | 2016–2021                                                   | necesar:: –5,1%                                             | ▲                                                           | ODD 11                                  |
| Ponderea autobuzelor și a trenurilor în transportul intern de pasageri[*]    | 2005–2020                                                   | –2,0%                                                       | ▼                                                           | ODD 9                                   |
| Ponderea autobuzelor și a trenurilor în transportul intern de pasageri[*]    | 2015–2020                                                   | –6,2                                                        | ▼                                                           | ODD 9                                   |
| Impactul asupra mediului                                                     |                                                             |                                                             |                                                             |                                         |
| Suprafața locuită per locuitor                                               | serie temporală prea scurtă pentru evaluarea pe termen lung | serie temporală prea scurtă pentru evaluarea pe termen lung | serie temporală prea scurtă pentru evaluarea pe termen lung | ODD 11                                  |
| Suprafața locuită per locuitor                                               | 2015–2018                                                   | 1,1%                                                        | ▼                                                           | ODD 11                                  |
| Rata de reciclare a deșeurilor municipale                                    | 2006–2021                                                   | constatat: 2,7%                                             | ▲                                                           | ODD 11                                  |
| Rata de reciclare a deșeurilor municipale                                    | 2006–2021                                                   | necesar: 2,5%                                               | ▲                                                           | ODD 11                                  |
| Rata de reciclare a deșeurilor municipale                                    | 2016–2021                                                   | constatat: 1,6%                                             | ▲                                                           | ODD 11                                  |
| Rata de reciclare a deșeurilor municipale                                    | 2016–2021                                                   | necesar: 1,9%                                               | ▲                                                           | ODD 11                                  |
| Populație racordată cel puțin la tratarea secundară a apelor uzate[*]        | 2005–2020                                                   | 0,8%                                                        | ▲                                                           | ODD 6                                   |
| Populație racordată cel puțin la tratarea secundară a apelor uzate[*]        | 2015–2020                                                   | 0,6%                                                        | ▲                                                           | ODD 6                                   |

Note:

Pentru indicatorii fără țintă sunt prezentate ratele de creștere constatate pe perioadele specificate. Pentru indicatorii cu o țintă UE cuantificată (), sunt prezentate atât ratele de creștere constatate, cât și ratele de creștere care ar fi fost necesare în perioadele specificate pentru îndeplinirea obiectivului

[*] indicator multifuncțional

## Prezentare generală

### Calitatea vieții în orașe și comunități
În timp ce orașele și comunitățile europene oferă oportunități de angajare, precum și activități economice și culturale, mulți locuitori se confruntă în continuare cu provocări sociale și inegalități considerabile. Problemele care afectează calitatea locuințelor și a zonei rezidențiale mai extinse, cum ar fi zgomotul, criminalitatea și vandalismul, sunt unele dintre cele mai vizibile provocări cu care se pot confrunta orașele și comunitățile și care au un impact asupra calității vieții.
Calitatea locuințelor în UE s-a îmbunătățit din 2010
O locuință sigură și adecvată reprezintă o bază pentru o viață independentă, sănătoasă și împlinită. Condițiile proaste de locuit, pe de altă parte, sunt asociate cu speranță de viață mai redusă, inegalități în materie de sănătate, riscuri crescute de sărăcie și expunerea la probleme de mediu.
Rata severă a deficiențelor locative indică ponderea populației care trăiește într-o gospodărie supraaglomerată, în timp ce se confruntă și cu tipuri de probleme locative, cum ar fi un acoperiș neetanș, igrasie în pereți, podele sau fundații, putrezirea ramelor din lemn ale ferestrelor sau a podelei, lipsa instalațiilor sanitare sau o locuință care este considerată prea întunecată. Între 2010 și 2020, ponderea rezidenților UE care trăiau în astfel de condiții a scăzut cu 1,8 puncte procentuale, ceea ce indică o îmbunătățire a calității percepute a fondului de locuințe al UE.
Europenii percep zonele rezidențiale ca fiind mai liniștite și mai sigure
Perturbările produse de zgomot pot provoca enervare, stres, privare de somn, afectarea sănătății mintale și a bunăstării, precum și vătămarea sistemului cardiovascular și a metabolismului. De asemenea, criminalitatea și vandalismul pot reduce calitatea vieții și satisfacția traiului într-o locuință dintr-o zonă rezidențială. În 2020, 17,6% din populația UE (aproximativ 78 de milioane de persoane) a declarat că gospodăria lor a fost afectată de zgomot, comparativ cu 20,6% în 2010. Criminalitatea, violența și vandalismul au fost percepute de 10,7% din populația UE în 2020, comparativ cu 13,1% în 2010.
Planul de acțiune al UE privind poluarea zero urmărește să reducă cu 30% până în 2030, comparativ cu 2017, ponderea persoanelor afectate cronic de poluarea fonică din transporturi. La 55 dB (decibeli), nivelurile de zgomot pot începe să aibă efecte critice, variind de la afectare severă și tulburări de somn până la deficiențe de auz. Recomandările mai recente ale OMS pentru Europa sunt și mai stricte, prevăzând ca nivelul de zgomot din traficul rutier să fie sub 53 dB în timpul zilei și sub 45 dB noaptea. În ciuda îmbunătățirilor în ceea ce privește expunerea percepută la zgomot, s-a estimat că 95 de milioane de persoane din UE sunt expuse la zgomotul din traficul rutier la niveluri de 55 dB sau mai mult în medie anuală pentru zi, seară și noapte în 2017. În timp ce căile ferate și aeroporturile reprezintă încă o valoare semnificativă ca surse locale de poluare fonică, impactul acestora asupra populației generale este mult mai redus. Numărul de persoane expuse la niveluri dăunătoare de zgomot nu a scăzut semnificativ din 2012. O perspectivă recentă a Agenției Europene de Mediu sugerează că atingerea obiectivului de reducere cu 30% prevăzut în planul de acțiune privind poluarea zero va fi o provocare, scenariul cel mai optimist estimând doar o reducere de 19% până în 2030.
Expunerea la particule fine în UE duce la decese premature
Poluanții precum particulele fine (PM2,5) suspendate în aer reduc speranța de viață a oamenilor și pot duce la sau agrava multe boli respiratorii și cardiovasculare cronice și acute. Expunerea la poluarea aerului este o preocupare deosebită în orașe, deoarece acestea conțin atât un număr mare de surse potențiale de emisie (datorită concentrării activităților economice), cât și un număr mare de persoane care sunt afectate de poluanții atmosferici (datorită densității ridicate a populației).
Conform datelor Agenției Europene de Mediu, în 2020 aproape toate statele membre ale UE au înregistrat concentrații medii anuale de PM2,5 sub valoarea limită a UE de 25 μg/m3. Acest efect se datorează parțial măsurilor de izolare introduse de majoritatea guvernelor în timpul pandemiei COVID-19. Cu toate acestea, luând în considerare valoarea mai strictă prevăzută în ghidul OMS pentru calitatea aerului din 2021, de 5 μg/m3, se estimează că aproape toți locuitorii municipiilor din UE (96%) au fi expuși la niveluri de concentrație de PM2,5 dăunătoare sănătății umane. Comisia Europeană a propus alinierea standardelor UE de calitate a aerului ambiental la recomandările OMS și îmbunătățirea monitorizării, modelării și planurilor privind calitatea aerului.
În UE, expunerea pe termen lung la particule fine a fost responsabilă pentru aproximativ 238.000 de decese premature în 2020. Din 2005, numărul deceselor premature a scăzut deja cu aproximativ 45%, iar UE pare astfel pe cale să atingă obiectivul planului de acțiune privind poluarea zero pentru 2030, care urmărește reducerea numărului de decese premature datorate expunerii la particule fine cu peste 55% față de 2005. Cu toate acestea, atingerea obiectivului de poluare zero ar necesita ca statele membre să pună în aplicare cu succes politicile actuale și planificate, inclusiv obiectivele privind clima și energia stabilite de UE pentru 2030.
Locuitorii orașelor se confruntă cu mai multă poluare fonică și criminalitate
Statisticile privind gradul de urbanizare prezintă o metodă analitică și descriptivă prin care se pot vizualiza comunitățile urbane și rurale. Pe baza ponderii populației locale care trăiește în clustere urbane și centre urbane, Eurostat diferențiază între trei tipuri de zone locuite: „municipii”, „orașe și suburbii” și „zone rurale”.
Rata deficiențelor locative severe în UE în 2020 a fost mai mare în zonele rurale (4,9%) decât în municipii (4,8%) și în orașe și suburbii (3,4%) . Nivelul perceput de poluare fonică a variat foarte mult în funcție de gradul de urbanizare. În 2020, oamenii care locuiesc în municipiile UE au fost mai predispuși să raporteze zgomotul de la vecini sau de pe stradă (23,9%), comparativ cu cei care locuiesc în orașe și suburbii (16,3%) sau în zonele rurale (10,5%). În mod similar, apariția percepută a criminalității și a vandalismului în municipii (16,3%) a fost de aproape trei ori mai mare decât în zonele rurale (5,8%) și peste nivelul observat în orașe și suburbii (8,4%) în 2020.
Doar două treimi din populația urbană a UE se poate bucura de spații verzi la câțiva pași distanță
Spațiile verzi din orașe au un potențial ridicat de stimulare a sănătății și bunăstării oamenilor și joacă un rol crucial pentru copii, bătrâni și cei cu venituri mai mici, care altfel ar putea avea acces limitat la natură. Accesibilitatea universală la spațiile verzi sigure, incluzive și deschise este, așadar, esențială. În UE, 66,7% din populația centrelor urbane a avut acces la zonele urbane verzi pe o distanță de 400 de metri în 2018. Această pondere a rămas stabilă din 2012. Când se iau în considerare zonele urbane verzi care au cel puțin un hectar, doar 56,3% din populația din centrele urbane a avut acces pe o distanță de 400 de metri în 2018. Dintre statele membre ale UE, Finlanda a înregistrat cea mai mare pondere a populației urbane cu acces la un spațiu verde la distanță de mers pe jos (93,9%) în 2018, în timp ce Cipru a înregistrat cea mai scăzută valoare (26,1%).

### Mobilitate durabilă
Un sistem de transport funcțional este necesar pentru ca oamenii să ajungă la locurile lor de muncă, să aibă acces la educație, servicii și activități sociale, toate acestea afectând calitatea vieții și șanse egale pentru toată lumea. Pe lângă disponibilitatea sistemelor de transport, tipul, calitatea și siguranța acestora sunt, de asemenea, cruciale atunci când se proiectează orașe și comunități durabile și incluzive.
Utilizarea mijloacelor de transport în comun s-a redus considerabil în timpul pandemiei
UE își propune să îmbunătățească calitatea vieții cetățenilor și să consolideze economia prin promovarea mobilității urbane durabile și o mai mare utilizare a vehiculelor curate și eficiente din punct de vedere energetic, împreună cu reducerea cererii de transport auto individual. Rețelele de transport public ajută la ameliorarea blocajelor de trafic, la reducerea poluării și oferă modalități mai accesibile și durabile de a face naveta la locul de muncă, de a accesa servicii și de a călători pentru petrecerea timpului liber.
Din anul 2000, ponderea autobuzelor și trenurilor în transportul interior de pasageri a stagnat cu mult sub 20%, reprezentând doar 17,5% în 2019. Odată cu debutul pandemiei în 2020, această pondere a scăzut drastic cu 4,7 puncte procentuale față de 2019, până la 12,8%. Măsurile de precauție instituite, inclusiv restricții de călătorie interne și internaționale, restricții de carantină, introducerea politicilor de lucru la distanță și schimbarea obiceiurilor de mobilitate au condus la o reducere a utilizării transportului public și a percepțiilor pasagerilor cu privire la siguranță și confort. În consecință, ponderea mobilității private, inclusiv mersul cu bicicleta, mersul pe jos și mașinile private a crescut. Această scădere a ponderii modurilor publice de mobilitate se reflectă și în tendințele pe termen lung și scurt, arătând o reducere cu 4,6 puncte procentuale față de 2005 și cu 4,8 puncte procentuale față de 2015.
Mașinile mici continuă să rămână forma dominantă de mobilitate a pasagerilor în UE. Reducerea utilizării transportului public în 2020 coincide cu o creștere a ponderii pasageri-kilometri parcurși cu mașina, care a crescut de la 82,5% în 2019 la 87,2%. Potrivit unui sondaj la nivelul UE privind mobilitatea pasagerilor, realizat în 2021, 64% dintre respondenți au declarat că pandemia COVID-19 a afectat comportamentul lor de călătorie. Amploarea redresării modurilor de transport public în comparație cu cele private – în special cu mașinile mici – rămâne astfel de urmărit pentru 2022 și ulterior.
Rata deceselor din accidente rutiere a scăzut, dar vor fi necesare progrese mai mari pentru a atinge obiectivul pentru 2030
Leziunile cauzate de traficul rutier reprezintă o problemă de sănătate publică și au un cost economic uriaș. Se estimează că aproximativ 120.000 de persoane sunt rănite grav în accidente rutiere în UE în fiecare an. În 2021, aproximativ 55 de persoane și-au pierdut viața pe zi pe drumurile UE. Aceasta corespunde cu puțin mai mult de 19.900 de persoane pentru întregul an, o pierdere echivalentă cu dimensiunea unui oraș mediu. Cu toate acestea, UE a făcut progrese considerabile în acest sens comparativ cu 2002 și 2010, când decesele rutiere s-au ridicat la aproximativ 50.000 și, respectiv, 30.000. În ultimii ani, se evidențiază unele fluctuații, parțial explicate de modificări semnificative ale volumelor de trafic ca urmare a pandemiei de COVID-19. Între 2020 și 2021, decesele rutiere au crescut cu 6% după o scădere fără precedent de 18% între 2019 și 2020. Cele mai recente valori, bazate pe datele preliminare pentru 2022, arată că numărul deceselor rutiere a fost cu 10% mai mic decât în raport cu 2019. Cu toate acestea, în timp ce tendința de bază în raport cu nivelul pre-pandemie continuă să fie descendentă, UE în ansamblu nu este pe cale să își atingă obiectivul pentru 2030 de reducere la jumătate a numărului total al deceselor pe drumurile din UE, comparativ cu 2019.
Cea mai mare pondere a deceselor din trafic rutier în 2021 a fost înregistrată pe drumurile (fără autostrăzi) din afara zonelor urbane (52%), urmate de drumurile din interiorul zonelor urbane (39%) și de autostrăzi (9%). În timp ce numărul total de decese a scăzut cu 23,1% între 2010 și 2019, numărul bicicliștilor uciși în zonele urbane a crescut de fapt cu 3,1%. Într-adevăr, la nivelul UE, aproape 70% dintre decesele din zonele urbane implică utilizatori vulnerabili ai drumurilor, cum ar fi pietonii, motocicliștii și bicicliștii. Acesta este, prin urmare, un domeniu cheie atunci când se analizează introducerea de noi măsuri politice pentru abordarea siguranței rutiere.

### Impactul asupra mediului
În timp ce municipiile, orașele și suburbiile reprezintă un punct focal pentru activitatea socială și economică, dacă nu sunt gestionate în mod durabil, ele riscă să provoace daune considerabile asupra mediului. În același timp, orașele mari și dens populate oferă oportunități pentru acțiuni eficiente de mediu, ceea ce indică faptul că urbanizarea nu este neapărat o amenințare, ci poate acționa ca o forță transformatoare pentru societăți mai durabile. Progresul UE în reducerea impactului asupra mediului al orașelor și comunităților este monitorizat de trei indicatori privind gestionarea deșeurilor municipale, tratarea apelor uzate și acoperirea artificială a terenului.
Suprafața destinată construcțiilor per locuitor a crescut
Oferind numeroase oportunități culturale, educaționale și de muncă, un stil de viață urban este atractiv pentru mulți oameni. Cu toate acestea, creșterea populației urbane a condus și la creșterea gradului de ocupare a terenurilor. Ocuparea terenului este descrisă ca fiind procesul de transformare a zonelor agricole, forestiere și a altor zone seminaturale și naturale în zone artificiale. Adesea înseamnă creșterea în timp a zonei locuite, de obicei în detrimentul zonelor rurale. Ca urmare a ocupării terenurilor, zonele urbane pot împiedica grav funcționarea ecosistemelor și furnizarea aferentă a serviciilor ecosistemice.
Indicatorul suprafeței ocupate reprezintă suprafața destinată construcțiilor care se asigură prin schimbarea destinației terenului. În UE, valoarea suprafaței destinată construcțiilor per locuitor a crescut în ultimii ani. În 2018, pentru fiecare locuitor al UE, 703,4 m2 (metri pătrați) de teren au reprezentat suprafețe de teren destinate construcțiilor (cuprinzând atât clădiri, cât și construcții conexe, de exemplu clădiri rezidențiale, clădiri industriale și comerciale, infrastructură, dar și parcuri și terenuri sportive), ceea ce reprezintă cu 3,3% mai mult decât în 2015.
În ciuda îmbunătățirilor continue în privința reciclării deșeurilor municipale, UE ar putea să-și rateze obiectivele
„Ierarhizarea deșeurilor” este logica generală care ghidează politica UE în materie de deșeuri. Prioritizează prevenirea generării deșeurilor, urmată de pregătirea pentru reutilizare, reciclare, recuperare și, în final, eliminare, inclusiv depozitarea deșeurilor, ca ultimă soluție. Activitățile de gestionare a deșeurilor promovează reciclarea, ceea ce reduce cantitatea de deșeuri care ajunge la gropile de gunoi și duce la o eficientizare a utilizării resurselor. Deși deșeurile municipale reprezintă mai puțin de 10% din greutatea totală a deșeurilor generate în UE, acestea sunt foarte vizibile și strâns legate de modelele de consum. Gestionarea durabilă a acestui flux de deșeuri reduce impactul negativ asupra mediului al orașelor și comunităților, motiv pentru care UE și-a stabilit obiectivul de a recicla sau pregăti pentru reutilizare cel puțin 60% din deșeurile sale municipale până în 2030.
În 2021, rezidenții UE au generat 236,8 milioane de tone de deșeuri municipale, ceea ce corespunde unei valori de 530 kg (kilograme) de deșeuri per locuitor pe an. Din 2016, cantitatea anuală de deșeuri generată per locuitor a crescut cu 37 kg, respectiv o creștere de 7,5% între 2016 și 2021. Deși UE nu a reușit reducerea cantității de deșeuri municipale generate, a trecut în mod clar către o mai bună reciclare. Din 2000, rata de reciclare a deșeurilor municipale, care acoperă atât reciclarea, cât și pregătirea pentru reutilizare, a crescut continuu de la 27,3% la 49,6% în 2021. Cu toate acestea, tendința a încetinit din 2016, ponderea deșeurilor municipale reciclate crescând cu doar 3,7 puncte procentuale între 2016 și 2021. Prin urmare, sunt necesare eforturi suplimentare pentru a readuce UE pe drumul cel bun spre îndeplinirea obiectivelor sale de reciclare până în 2030.
Ratele de racordare la sisteme de tratare a apelor uzate au crescut
Zonele urbane exercită, de asemenea, o presiune semnificativă asupra mediului acvatic prin apele reziduale din gospodării și industrie care conțin materie organică, nutrienți și substanțe periculoase. Ponderea populației UE conectată la cel puțin un sistem de tratare secundară a apelor uzate, care descompun cea mai mare parte a materialului organic și rețin o parte din nutrienți, a crescut constant din 2000 și a ajuns la 81,1% în 2020. În șapte state membre, mai mult de 90% din populație era conectată la astfel de servicii conform celor mai recente date (care se referă la 2015, 2019 sau 2020, în funcție de țară). Cu toate acestea, s-ar putea ca un grad de conectare de 100% a populației la un sistem de colectare a apelor uzate să nu fie eficient, fie pentru că nu ar produce un beneficiu pentru mediu, fie pentru că ar fi prea costisitor (vezi ODD 6 „Apă curată și canalizare”).

### Ani de viață pierduți din cauza expunerii la PM_{2,5}

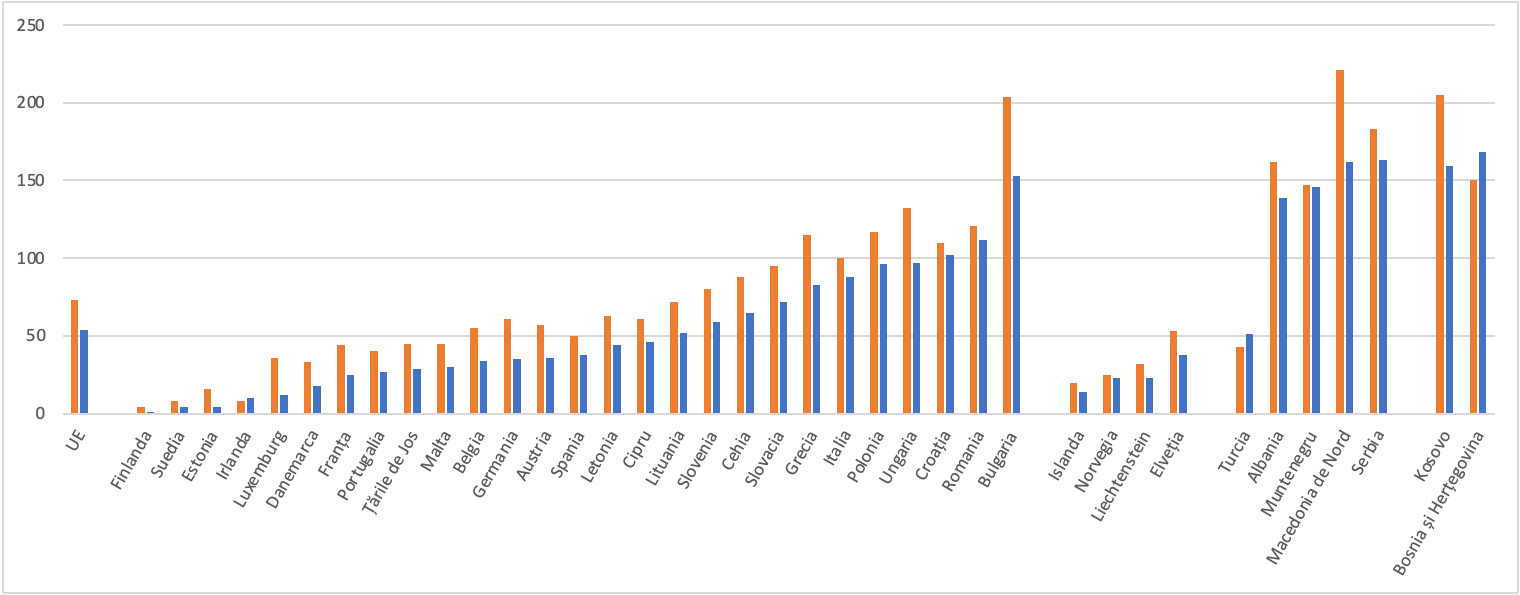
2015
2020
Sursa: Eurostat (online data code: sdg_11_52)

## Prezentarea principalilor indicatori

### Rata deficiențelor locative severe

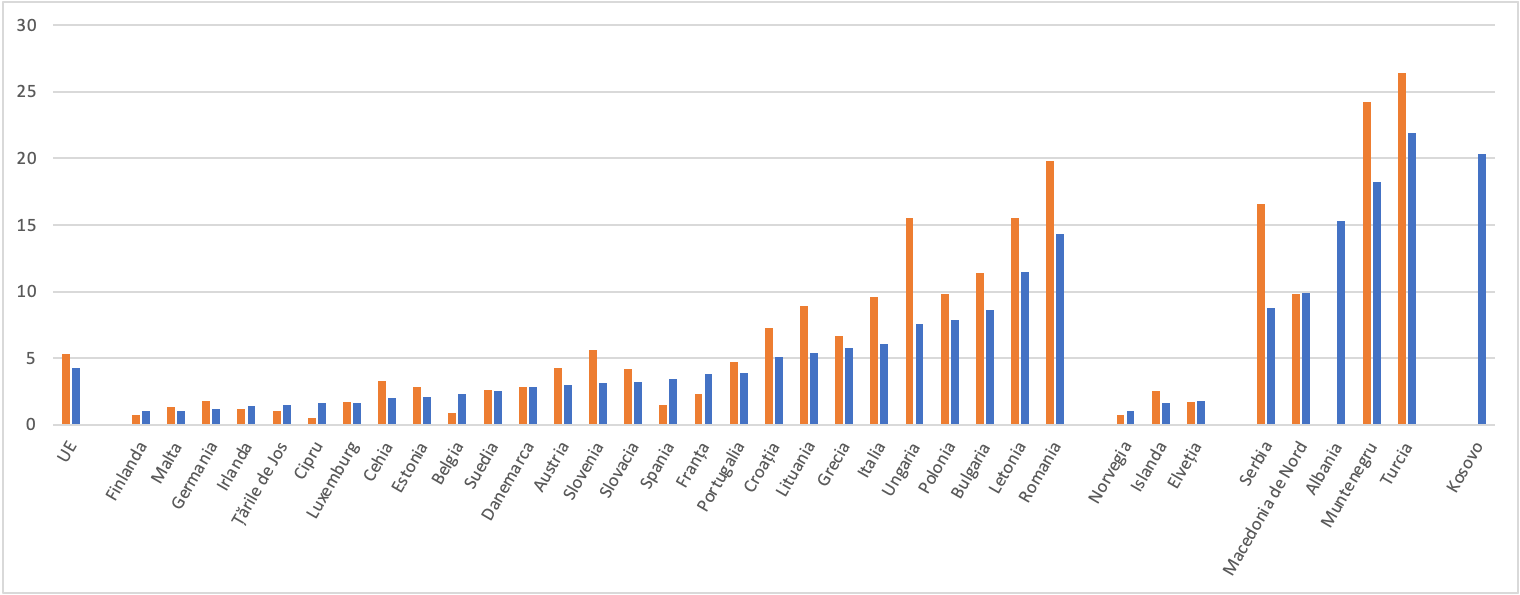
2015
2020
Sursa: Eurostat (online data code: sdg_11_11)

Rata deficiențelor locative severe reprezintă procentul populației care locuiește într-o locuință care este considerată supraaglomerată, prezentând totodată cel puțin una dintre următoarele deficiențe locative: i) acoperiș cu infiltrații, ii) lipsa căzii/dușului și a toaletei interioare și iii) considerată prea întunecată. Datele prezentate provin din Statisticile UE privind veniturile și condițiile de viață (EU-SILC).
| Loc | Țară              | 2012  | 2013  | 2014   | 2015  | 2016   | 2017  | 2018  | 2019  | 2020  |
|     |                   |       |       |        |       |        |       |       |       |       |
| --- | ----------------- | ----- | ----- | ------ | ----- | ------ | ----- | ----- | ----- | ----- |
| -   | Uniunea Europeană | 5,5 e | 5,5 e | 5,4 e  | 5,3 e | 5,1 e  | 4,5 e | 4,3 e | 4,0 e | 4,3 e |
| 1   | Finlanda          | 0,8   | 0,7   | 0,7    | 0,7   | 0,7    | 0,7   | 0,9   | 0,9   | 1,0   |
| 2   | Malta             | 1,0   | 1,3   | 1,3    | 1,3   | 1,6    | 1,4   | 1,2   | 1,3   | 1,0   |
| 3   | Germania          | 1,9   | 1,6   | 1,9    | 1,8   | 1,9    | 1,8   | 2,3   | 2,1   | 1,2 b |
| 4   | Irlanda           | 0,6   | 1,4   | 1,3    | 1,2   | 1,0    | 0,7   | 0,8   | 1,1   | 1,4 b |
| 5   | Țările de Jos     | 0,9   | 0,8   | 0,6    | 1,0   | 1,4 b  | 1,0   | 1,3   | 1,5   | 1,5   |
| 6   | Cipru             | 1,2   | 1,4   | 1,5    | 0,5   | 1,3    | 0,9   | 1,1   | 1,3   | 1,6   |
| 7   | Luxemburg         | 2,4   | 1,8   | 1,6    | 1,7   | 2,1 b  | 2,3   | 2,2   | 2,0   | 1,6 b |
| 8   | Cehia             | 3,9   | 4,0   | 3,5    | 3,3   | 3,0    | 2,1   | 2,3   | 1,9   | 2,0   |
| 9   | Estonia           | 4,7   | 5,8   | 3,9 b  | 2,8   | 3,3    | 3,3   | 2,9   | 2,7   | 2,1   |
| 10  | Belgia            | 0,6   | 0,9   | 0,9    | 0,9   | 1,7 b  | 2,3   | 2,2   | 1,9 b | 2,3   |
| 11  | Suedia            | 1,7   | 1,8   | 2,1    | 2,6   | 2,7    | 2,5   | 2,9   | 2,6   | 2,5   |
| 12  | Danemarca         | 2,3   | 2,3   | 2,3    | 2,8   | 1,7    | 2,7   | 3,2   | 2,8   | 2,8   |
| 13  | Austria           | 3,8   | 3,9   | 3,7    | 4,3   | 4,2    | 4,4   | 3,2   | 3,0   | 3,0   |
| 14  | Slovenia          | 8,1   | 6,5   | 6,5    | 5,6   | 4,5    | 4,4   | 4,8   | 3,9   | 3,1   |
| 15  | Slovacia          | 5,1   | 4,5   | 4,3    | 4,2   | 4,3    | 5,2   | 3,7   | 3,6   | 3,2   |
| 16  | Spania            | 1,3   | 1,8   | 1,7    | 1,5   | 1,7    | 1,0   | 1,5   | 1,7   | 3,4   |
| 17  | Franța            | 2,6   | 2,1   | 2,3    | 2,3   | 2,7    | 2,1   | 2,7   | 2,3   | 3,8 b |
| 18  | Portugalia        | 4,3   | 5,6   | 5,5    | 4,7   | 4,9    | 4,0   | 4,1   | 4,1   | 3,9   |
| 19  | Croația           | 9,6 b | 9,0   | 7,8    | 7,3   | 7,1    | 6,5   | 6,2   | 5,9   | 5,1   |
| 20  | Lituania          | 7,1   | 9,1   | 10,1   | 8,9   | 8,6    | 8,1   | 6,9   | 7,8   | 5,4   |
| 21  | Grecia            | 7,0   | 7,0   | 6,0    | 6,7   | 6,3    | 6,0   | 5,9   | 6,0   | 5,8   |
| 22  | Italia            | 8,4   | 8,8   | 9,5    | 9,6   | 7,6    | 5,5   | 5,0   | 5,0   | 6,1   |
| 23  | Ungaria           | 16,9  | 17,3  | 17,3   | 15,5  | 16,9   | 15,9  | 7,5   | 7,8   | 7,6   |
| 24  | Polonia           | 10,5  | 10,1  | 9,1    | 9,8   | 9,4    | 9,8   | 8,6   | 7,9   | N/A   |
| 25  | Bulgaria          | 12,9  | 13,0  | 12,9 b | 11,4  | 11,6 b | 10,6  | 10,1  | 8,9   | 8,6   |
| 26  | Letonia           | 16,4  | 16,3  | 16,6   | 15,5  | 14,6   | 15,2  | 14,9  | 12,7  | 11,5  |
| 27  | România           | 22,8  | 22,8  | 20,6   | 19,8  | 19,8   | 17,2  | 16,1  | 14,2  | 14,3  |

| Loc | Țară              | 2012 | 2013 | 2014   | 2015 | 2016 | 2017 | 2018 | 2019 | 2020 |
| --- | ----------------- | ---- | ---- | ------ | ---- | ---- | ---- | ---- | ---- | ---- |
| -   | Norvegia          | 1,2  | 1,3  | 0,7    | 0,7  | 1,0  | 0,8  | 0,9  | 1,0  | 1,0  |
| -   | Islanda           | 2,4  | 2,8  | 2,2    | 2,5  | 1,5  | 1,6  | 1,6  | N/A  | N/A  |
| -   | Elveția           | 1,8  | 2,0  | 1,4 b  | 1,7  | 2,3  | 2,2  | 2,3  | 1,6  | 1,8  |
|     |                   |      |      |        |      |      |      |      |      |      |
| -   | Serbia            | N/A  | 16,4 | 17,5   | 16,6 | 15,7 | 15,2 | 11,8 | 13,9 | 8,8  |
| -   | Macedonia de Nord | 12,3 | 11,6 | 11,8 b | 9,8  | 12,2 | 10,1 | 11,1 | 9,7  | 9,9  |
| -   | Albania           | N/A  | N/A  | N/A    | N/A  | N/A  | 22,4 | 24,0 | 21,0 | 15,3 |
| -   | Muntenegru        | N/A  | 23,3 | 21,2   | 24,2 | 18,3 | 16,6 | 18,3 | 19,0 | 18,2 |
| -   | Turcia            | 29,1 | 27,4 | 27,0   | 26,4 | 26,1 | 25,1 | 23,9 | 23,4 | 21,9 |
|     |                   |      |      |        |      |      |      |      |      |      |
| -   | Kosovo            | N/A  | N/A  | N/A    | N/A  | N/A  | N/A  | 20,3 | N/A  | N/A  |

b - întrerupere în seriile temporale

e - date estimate

Sursa: Eurostat (online data code: sdg_11_11

### Populația care locuiește în gospodării afectate de poluare fonică

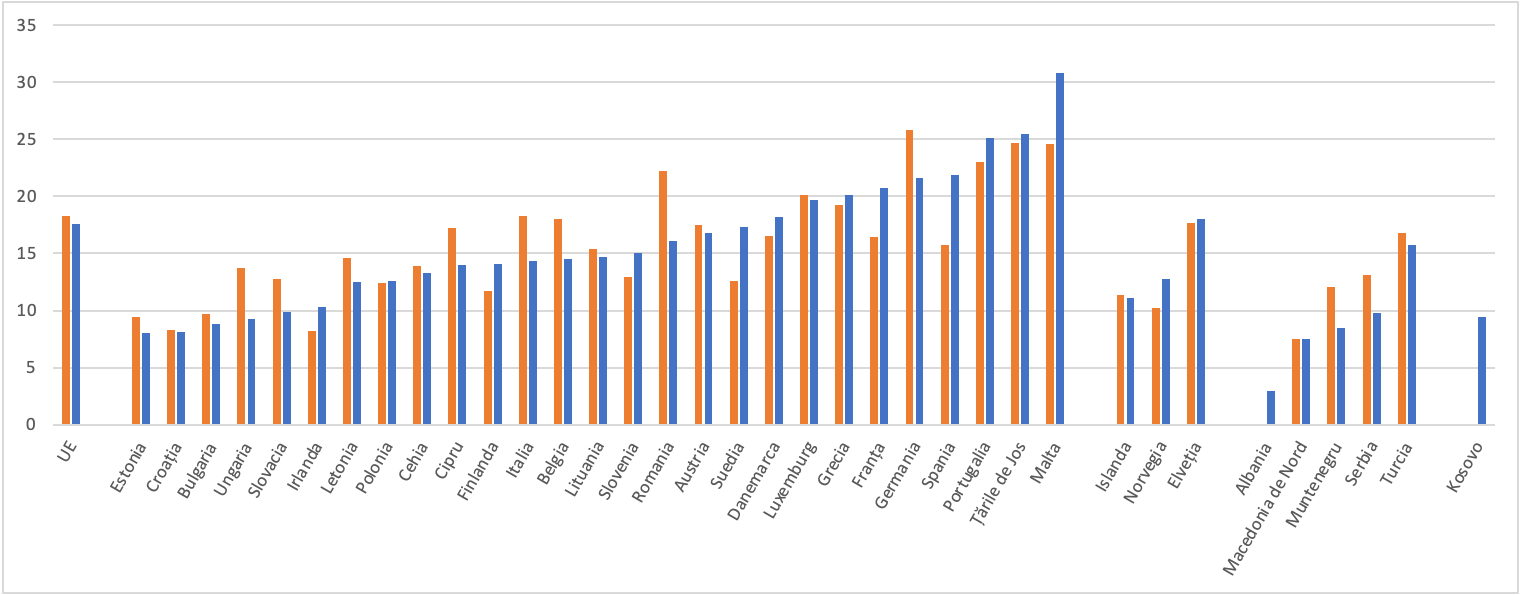
2015
2020
Sursa: Eurostat (online data code: sdg_11_20)

Acest indicator măsoară ponderea populației care se declară afectată fie de zgomotul de la vecini, fie de pe stradă. Deoarece evaluarea poluării fonice este subiectivă, trebuie remarcat faptul că indicatorul ține cont atât de nivelul de poluare fonică, cât și de standardele oamenilor privind nivelul pe care aceștia îl consideră acceptabil. Prin urmare, o creștere a valorii indicatorului poate să nu indice neapărat o creștere similară a nivelurilor de poluare fonică, ci și o scădere a nivelurilor pe care cetățenii europeni sunt dispuși să le tolereze și invers. De fapt, există dovezi empirice că, calitatea percepută a mediului de către indivizi nu este întotdeauna în concordanță cu calitatea reală a mediului evaluată folosind indicatori „obiectivi”, în special pentru zgomot. Datele prezentate provin din Statisticile UE privind veniturile și condițiile de viață (EU-SILC).
| Loc | Țară              | 2012   | 2013   | 2014   | 2015   | 2016   | 2017   | 2018   | 2019   | 2020    |
|     |                   |        |        |        |        |        |        |        |        |         |
| --- | ----------------- | ------ | ------ | ------ | ------ | ------ | ------ | ------ | ------ | ------- |
| -   | Uniunea Europeană | 18,9 e | 19,1 e | 18,5 e | 18,3 e | 18,1 e | 17,5 e | 18,2 e | 17,3 e | 17,6 e  |
| 1   | Estonia           | 12,8   | 10,8   | 10,5 b | 9,4    | 10,4   | 8,2    | 8,6    | 8,2    | 8,0     |
| 2   | Croația           | 10,1   | 10,0   | 8,9    | 8,3    | 8,5    | 8,6    | 8,0    | 8,2    | 8,1     |
| 3   | Bulgaria          | 12,0   | 11,1   | 11,7   | 9,7    | 10,0 b | 9,8    | 9,4    | 8,9    | 8,8     |
| 4   | Ungaria           | 10,1   | 12,8   | 13,8   | 13,7   | 12,2   | 11,0   | 8,5    | 9,7    | 9,3     |
| 5   | Slovacia          | 16,0   | 15,1   | 14,0   | 12,8   | 12,1   | 12,8   | 11,2   | 10,5   | 9,9     |
| 6   | Irlanda           | 9,0    | 9,4    | 9,0    | 8,2    | 7,7    | 9,0    | 9,4    | 8,2    | 10,3 b  |
| 7   | Letonia           | 15,4   | 14,8   | 15,3   | 14,6   | 13,3   | 14,1   | 13,7   | 13,1   | 12,5    |
| 8   | Polonia           | 14,2   | 14,0   | 13,4   | 12,4   | 13,0   | 12,4   | 13,8   | 12,6   | N/A     |
| 9   | Cehia             | 14,3   | 14,9   | 13,7   | 13,9   | 14,5   | 13,6   | 14,6   | 14,0   | 13,3    |
| 10  | Cipru             | 25,7   | 26,2   | 19,2   | 17,2   | 15,6   | 16,9   | 19,6   | 15,4   | 14,0    |
| 11  | Finlanda          | 14,2   | 13,4   | 13,0   | 11,7   | 12,0   | 12,5   | 13,4   | 12,8   | 14,1    |
| 12  | Italia            | 17,9   | 18,1   | 17,6   | 18,3   | 16,2   | 12,5   | 10,9   | 11,9   | 14,3    |
| 13  | Belgia            | 17,4   | 17,5   | 18,1   | 18,0   | 15,8   | 15,6   | 17,7   | 16,0 b | 14,5    |
| 14  | Lituania          | 13,3   | 14,1   | 14,4   | 15,4   | 13,4   | 13,2   | 14,8   | 13,3   | 14,7    |
| 15  | Slovenia          | 13,8   | 12,3   | 13,2   | 12,9   | 13,4   | 13,3   | 14,3   | 14,5   | 15,0    |
| 16  | România           | 26,4   | 26,4   | 23,6   | 22,2   | 20,3   | 19,3   | 20,1   | 18,2   | 16,1    |
| 17  | Austria           | 19,5   | 18,9   | 17,5   | 17,5   | 17,3   | 17,9   | 17,5   | 19,5   | 16,8    |
| 18  | Suedia            | 13,8   | 12,9   | 13,2   | 12,6   | 17,1   | 16,9   | 17,0   | 17,0   | 17,3    |
| 19  | Danemarca         | 17,1   | 15,6   | 16,4   | 16,5   | 18,3   | 18,8   | 18,2   | 20,1   | 18,2    |
| 20  | Luxemburg         | 17,0   | 18,5   | 19,1   | 20,1   | 19,7 b | 21,6   | 19,3   | 20,2   | 19,7 b  |
| 21  | Grecia            | 25,1   | 24,2   | 19,7   | 19,2   | 19,9   | 20,1   | 19,3   | 19,7   | 20,1    |
| 22  | Franța            | 17,0   | 16,2   | 16,9   | 16,4   | 17,7   | 16,8   | 18,2   | 17,3   | 20,7 b  |
| 23  | Germania          | 26,1   | 26,1   | 25,9   | 25,8   | 25,1   | 26,1   | 27,8   | 26,1   | 21,6 bu |
| 24  | Spania            | 15,0   | 18,3   | 15,9   | 15,7   | 16,2   | 15,2   | 17,0   | 14,1   | 21,9    |
| 25  | Portugalia        | 23,8   | 22,7   | 23,6   | 23,0   | 23,1   | 23,5   | 23,0   | 22,7   | 25,1    |
| 26  | Țările de Jos     | 24,2   | 24,1   | 25,0   | 24,7   | 24,9 b | 25,6   | 27,1   | 26,6   | 25,5    |
| 27  | Malta             | 29,7   | 31,0   | 30,6   | 24,6   | 26,2   | 24,9   | 28,2   | 28,3   | 30,8    |

| Loc | Țară              | 2012 | 2013 | 2014   | 2015 | 2016 | 2017 | 2018 | 2019 | 2020 |
| --- | ----------------- | ---- | ---- | ------ | ---- | ---- | ---- | ---- | ---- | ---- |
| -   | Islanda           | 11,1 | 11,6 | 12,1   | 11,4 | 10,8 | 10,3 | 11,1 | N/A  | N/A  |
| -   | Norvegia          | 10,8 | 11,7 | 10,1   | 10,2 | 10,1 | 10,8 | 10,8 | 11,3 | 12,8 |
| -   | Elveția           | 18,7 | 15,7 | 17,7 b | 17,7 | 17,8 | 17,8 | 17,2 | 18,5 | 18,0 |
|     |                   |      |      |        |      |      |      |      |      |      |
| -   | Albania           | N/A  | N/A  | N/A    | N/A  | N/A  | 4,9  | 3,8  | 3,6  | 3,0  |
| -   | Macedonia de Nord | 9,7  | 7,7  | 7,7    | 7,5  | 7,4  | 5,6  | 6,9  | 7,3  | 7,5  |
| -   | Muntenegru        | N/A  | 13,7 | 13,7   | 12,1 | 10,3 | 9,0  | 13,9 | 11,1 | 8,5  |
| -   | Serbia            | N/A  | 12,7 | 12,4   | 13,1 | 12,2 | 10,1 | 11,7 | 11,2 | 9,8  |
| -   | Turcia            | 16,0 | 16,4 | 15,5   | 16,8 | 15,7 | 15,2 | 16,4 | 17,0 | 15,7 |
|     |                   |      |      |        |      |      |      |      |      |      |
| -   | Kosovo            | N/A  | N/A  | N/A    | N/A  | N/A  | N/A  | 9,4  | N/A  | N/A  |

b - întrerupere în seriile temporale

e - date estimate

bu - întrerupere în seriile temporale, date cu acuratețe redusă

Sursa: Eurostat (online data code: sdg_11_20)

### Ani de viață pierduți din cauza expunerii la PM2,5
Indicatorul măsoară anii de viață pierduți din cauza expunerii la particule. Particulele fine (PM2,5) sunt particule al căror diametru este mai mic de 2,5 micrometri, ceea ce înseamnă că pot fi inhalate adânc în plămâni, unde pot provoca inflamații și agrava starea persoanelor care suferă de boli cardiace și pulmonare. Decesele premature se referă la decesele care au loc înainte de vârsta estimată a decesului. Această vârstă estimată este determinată de obicei de speranța de viață din țara respectivă, stratificată în funcție de sex și vârstă. Datele provin de la Agenția Europeană de Mediu.
| Loc | Țară              | 2012  | 2013  | 2014  | 2015  | 2016  | 2017  | 2018  | 2019  | 2020  |
|     |                   |       |       |       |       |       |       |       |       |       |
| --- | ----------------- | ----- | ----- | ----- | ----- | ----- | ----- | ----- | ----- | ----- |
| -   | Uniunea Europeană | 79,0  | 75,0  | 66,0  | 73,0  | 64,0  | 69,0  | 66,0  | 52,0  | 54,0  |
| 1   | Finlanda          | 14,0  | 7,0   | 16,0  | 4,0   | 4,0   | 2,0   | 8,0   | 3,0   | 1,0   |
| 2   | Suedia            | 17,0  | 8,0   | 17,0  | 8,0   | 7,0   | 4,0   | 9,0   | 5,0   | 4,0   |
| 3   | Estonia           | 24,0  | 23,0  | 30,0  | 16,0  | 10,0  | 5,0   | 18,0  | 6,0   | 4,0   |
| 4   | Irlanda           | 14,0  | 19,0  | 18,0  | 8,0   | 10,0  | 6,0   | 13,0  | 12,0  | 10,0  |
| 5   | Luxemburg         | 40,0  | 45,0  | 33,0  | 36,0  | 30,0  | 25,0  | 25,0  | 15,0  | 12,0  |
| 6   | Danemarca         | 34,0  | 31,0  | 43,0  | 33,0  | 29,0  | 24,0  | 38,0  | 30,0  | 18,0  |
| 7   | Franța            | 58,0  | 56,0  | 35,0  | 44,0  | 38,0  | 36,0  | 35,0  | 29,0  | 25,0  |
| 8   | Portugalia        | 37,0  | 37,0  | 26,0  | 40,0  | 30,0  | 31,0  | 27,0  | 26,0  | 27,0  |
| 9   | Țările de Jos     | 52,0  | 55,0  | 51,0  | 45,0  | 39,0  | 39,0  | 44,0  | 35,0  | 29,0  |
| 10  | Malta             | 44,0  | 41,0  | 38,0  | 45,0  | 34,0  | 38,0  | 41,0  | 38,0  | 30,0  |
| 11  | Belgia            | 73,0  | 78,0  | 56,0  | 55,0  | 51,0  | 50,0  | 52,0  | 40,0  | 34,0  |
| 12  | Germania          | 64,0  | 73,0  | 64,0  | 61,0  | 54,0  | 55,0  | 60,0  | 41,0  | 35,0  |
| 13  | Austria           | 64,0  | 69,0  | 50,0  | 57,0  | 46,0  | 48,0  | 57,0  | 42,0  | 36,0  |
| 14  | Spania            | 46,0  | 35,0  | 35,0  | 50,0  | 40,0  | 45,0  | 34,0  | 33,0  | 38,0  |
| 15  | Letonia           | 75,0  | 77,0  | 89,0  | 63,0  | 63,0  | 46,0  | 74,0  | 52,0  | 44,0  |
| 16  | Cipru             | 90,0  | 49,0  | 52,0  | 61,0  | 46,0  | 52,0  | 44,0  | 48,0  | 46,0  |
| 17  | Lituania          | 75,0  | 83,0  | 96,0  | 72,0  | 71,0  | 52,0  | 75,0  | 67,0  | 52,0  |
| 18  | Slovenia          | 79,0  | 78,0  | 63,0  | 80,0  | 71,0  | 75,0  | 73,0  | 55,0  | 59,0  |
| 19  | Cehia             | 97,0  | 104,0 | 94,0  | 88,0  | 82,0  | 88,0  | 97,0  | 65,0  | 65,0  |
| 20  | Slovacia          | 103,0 | 98,0  | 90,0  | 95,0  | 82,0  | 93,0  | 89,0  | 64,0  | 72,0  |
| 21  | Grecia            | 111,0 | 104,0 | 88,0  | 115,0 | 113,0 | 192,0 | 104,0 | 88,0  | 83,0  |
| 22  | Italia            | 102,0 | 92,0  | 75,0  | 100,0 | 82,0  | 90,0  | 78,0  | 71,0  | 88,0  |
| 23  | Polonia           | 125,0 | 121,0 | 119,0 | 117,0 | 109,0 | 118,0 | 123,0 | 94,0  | 96,0  |
| 24  | Ungaria           | 126,0 | 117,0 | 109,0 | 132,0 | 115,0 | 129,0 | 124,0 | 89,0  | 97,0  |
| 25  | Croația           | 99,0  | 96,0  | 89,0  | 110,0 | 122,0 | 112,0 | 114,0 | 85,0  | 102,0 |
| 26  | România           | 141,0 | 115,0 | 110,0 | 121,0 | 109,0 | 119,0 | 119,0 | 95,0  | 112,0 |
| 27  | Bulgaria          | 219,0 | 187,0 | 196,0 | 204,0 | 186,0 | 185,0 | 171,0 | 142,0 | 153,0 |

| Loc | Țară                  | 2012 | 2013 | 2014  | 2015  | 2016  | 2017  | 2018  | 2019  | 2020 |
| --- | --------------------- | ---- | ---- | ----- | ----- | ----- | ----- | ----- | ----- | ---- |
| -   | Islanda               | N/A  | N/A  | 23,0  | 20,0  | 18,0  | 19,0  | 16,0  | 14,0  | N/A  |
| -   | Norvegia              | N/A  | N/A  | 31,0  | 25,0  | 25,0  | 22,0  | 27,0  | 23,0  | N/A  |
| -   | Liechtenstein         | N/A  | N/A  | 24,0  | 32,0  | 32,0  | 26,0  | 26,0  | 23,0  | N/A  |
| -   | Elveția               | N/A  | N/A  | 49,0  | 53,0  | 43,0  | 43,0  | 42,0  | 38,0  | N/A  |
|     |                       |      |      |       |       |       |       |       |       |      |
| -   | Turcia                | N/A  | N/A  | N/A   | N/A   | 43,0  | N/A   | 55,0  | 51,0  | N/A  |
| -   | Albania               | N/A  | N/A  | 128,0 | 162,0 | 171,0 | 183,0 | 169,0 | 139,0 | N/A  |
| -   | Muntenegru            | N/A  | N/A  | 122,0 | 147,0 | 157,0 | 150,0 | 161,0 | 146,0 | N/A  |
| -   | Macedonia de Nord     | N/A  | N/A  | 206,0 | 221,0 | 254,0 | 274,0 | 232,0 | 162,0 | N/A  |
| -   | Serbia                | N/A  | N/A  | 164,0 | 183,0 | 187,0 | 219,0 | 203,0 | 163,0 | N/A  |
|     |                       |      |      |       |       |       |       |       |       |      |
| -   | Kosovo                | N/A  | N/A  | 199,0 | 205,0 | 205,0 | 223,0 | 217,0 | 159,0 | N/A  |
| -   | Bosnia și Herțegovina | N/A  | N/A  | 119,0 | 150,0 | 214,0 | 178,0 | 203,0 | 168,0 | N/A  |

Sursa: Eurostat (online data code: sdg_11_52)

### Mortalitatea cauzată de traficul rutier

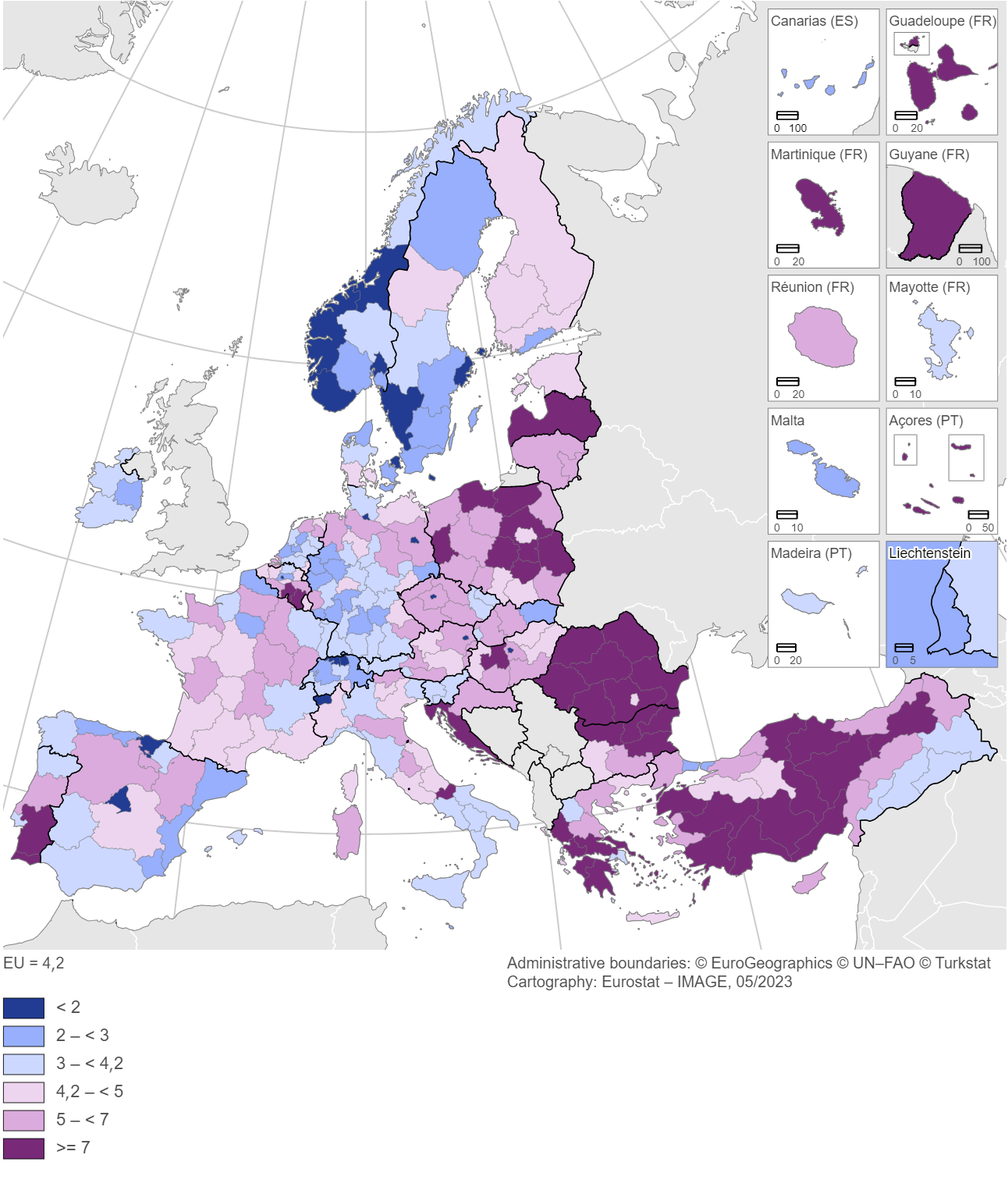
Mortalitatea cauzată de traficul rutier, după regiunea NUTS 2, 2020
(număr de decese la 100.000 de locuitori)
Sursa: Eurostat (online data code: TRAN_R_ACCI)

Acest indicator măsoară numărul de decese cauzate de accidente rutiere, inclusiv șoferii și pasagerii vehiculelor cu motor și bicicletelor, precum și pietonii. Persoanele care decedează în urma unui accident rutier în termen de 30 de zile de la producerea accidentului sunt considerate decese din evenimente rutiere. Datele provin din baza de date CARE gestionată de SG Mobilitate și Transport (SG MOVE).
| Loc | Țară              | 2013 | 2014  | 2015  | 2016 | 2017  | 2018  | 2019    | 2020   | 2021    |
|     |                   |      |       |       |      |       |       |         |        |         |
| --- | ----------------- | ---- | ----- | ----- | ---- | ----- | ----- | ------- | ------ | ------- |
| -   | Uniunea Europeană | 5,5  | 5,4 b | 5,5 b | 5,3  | 5,2 b | 5,2 e | 5,1 bep | 4,2 ep | 4,5 bep |
| 1   | Malta             | 4,0  | 2,3   | 2,5   | 5,1  | 4,1   | 3,7   | 3,2     | 2,3    | 1,7     |
| 2   | Suedia            | 2,7  | 2,8   | 2,6   | 2,7  | 2,5   | 3,2   | 2,2     | 2,0    | 2,0     |
| 3   | Danemarca         | 3,4  | 3,2   | 3,1   | 3,7  | 3,0   | 3,0   | 3,4     | 2,8    | 2,2     |
| 4   | Irlanda           | 4,1  | 4,1   | 3,4   | 3,8  | 3,2   | 2,8 e | 2,8 e   | 2,9    | 2,7     |
| 5   | Țările de Jos     | 2,8  | 2,8   | 3,1   | 3,1  | 3,1   | 3,5   | 3,4     | 3,0    | 2,9     |
| 6   | Germania          | 4,1  | 4,2   | 4,2   | 3,9  | 3,8   | 4,0   | 3,7     | 3,3    | 3,1     |
| 7   | Spania            | 3,6  | 3,6   | 3,6   | 3,9  | 3,9   | 3,9   | 3,7     | 2,9    | 3,2     |
| 8   | Luxemburg         | 8,3  | 6,3   | 6,3   | 5,5  | 4,2 b | 5,9   | 3,5     | 4,1    | 3,7     |
| 9   | Austria           | 5,4  | 5,0   | 5,5   | 4,9  | 4,7   | 4,6   | 4,7     | 3,9    | 4,0     |
| 10  | Finlanda          | 4,7  | 4,2   | 4,9   | 4,7  | 4,3   | 4,3   | 3,8     | 4,0    | 4,1     |
| 11  | Estonia           | 6,1  | 5,9   | 5,1 b | 5,4  | 3,6   | 5,1   | 3,9     | 4,4    | 4,1     |
| 12  | Franța            | 5,0  | 5,1 b | 5,2   | 5,2  | 5,1   | 4,8   | 4,8 p   | 3,8 p  | 4,3 p   |
| 13  | Belgia            | 6,8  | 6,6   | 6,8   | 5,9  | 5,4   | 5,3   | 5,6     | 4,3    | 4,5     |
| 14  | Slovacia          | 4,6  | 5,4   | 5,7   | 5,1  | 5,1   | 4,8   | 5,0     | 4,5    | 4,5     |
| 15  | Italia            | 5,6  | 5,6   | 5,6   | 5,4  | 5,6   | 5,5   | 5,3 b   | 4,0    | 4,9     |
| 16  | Cipru             | 5,1  | 5,3   | 6,7   | 5,4  | 6,2   | 5,6   | 5,9     | 5,4    | 5,0     |
| 17  | Cehia             | 6,2  | 6,5   | 7,0   | 5,8  | 5,4   | 6,2   | 5,8     | 4,8    | 5,1 b   |
| 18  | Lituania          | 8,7  | 9,1   | 8,3   | 6,6  | 6,8   | 6,2   | 6,7     | 6,3    | 5,3     |
| 19  | Slovenia          | 6,1  | 5,2   | 5,8   | 6,3  | 5,0   | 4,4   | 4,9     | 3,8    | 5,4     |
| 20  | Portugalia        | 6,1  | 6,1   | 5,7   | 5,5  | 5,8   | 6,8   | 6,7     | 5,2    | 5,4 bp  |
| 21  | Ungaria           | 6,0  | 6,3   | 6,5   | 6,2  | 6,4   | 6,5   | 6,2     | 4,7    | 5,6     |
| 22  | Grecia            | 8,0  | 7,3   | 7,3   | 7,6  | 6,8   | 6,5   | 6,4     | 5,5    | 5,9     |
| 23  | Polonia           | 8,8  | 8,4   | 7,7   | 8,0  | 7,5   | 7,5 e | 7,7 e   | 6,6 ep | 5,9 ep  |
| 24  | Croația           | 8,6  | 7,3   | 8,3   | 7,4  | 8,0   | 7,7   | 7,3     | 5,9    | 7,4     |
| 25  | Letonia           | 8,9  | 10,6  | 9,5   | 8,1  | 7,0   | 7,7   | 6,9     | 7,3    | 7,8     |
| 26  | Bulgaria          | 8,3  | 9,2   | 9,9   | 9,9  | 9,6   | 8,7   | 9,0     | 6,7    | 8,2     |
| 27  | România           | 9,3  | 9,1   | 9,6   | 9,7  | 10,0  | 9,6   | 9,6 e   | 8,5 e  | 9,3 e   |

| Loc | Țară          | 2013 | 2014 | 2015 | 2016 | 2017 | 2018 | 2019 | 2020 | 2021 |
| --- | ------------- | ---- | ---- | ---- | ---- | ---- | ---- | ---- | ---- | ---- |
| -   | Norvegia      | 3,7  | 2,9  | 2,3  | 2,6  | 2,0  | 2,0  | 2,0  | 1,7  | 1,5  |
| -   | Elveția       | 3,3  | 3,0  | 3,1  | 2,6  | 2,7  | 2,7  | 2,2  | 2,6  | 2,3  |
| -   | Islanda       | 4,6  | 1,2  | 4,8  | 5,4  | 4,7  | 5,1  | 1,7  | 2,2  | 2,4  |
| -   | Liechtenstein | 5,4  | 8,1  | 5,3  | 0,0  | 5,3  | 0,0  | 0,0  | N/A  | N/A  |

b - întrerupere în seriile temporale

e - date estimate

p - date provizorii

ep - date estimate, date provizorii

bp - întrerupere în seriile temporale, date provizorii

bep - întrerupere în seriile temporale, date estimate, date provizorii

Sursa: Eurostat (online data code: sdg_11_40)

### Suprafața destinată construcțiilor per locuitor

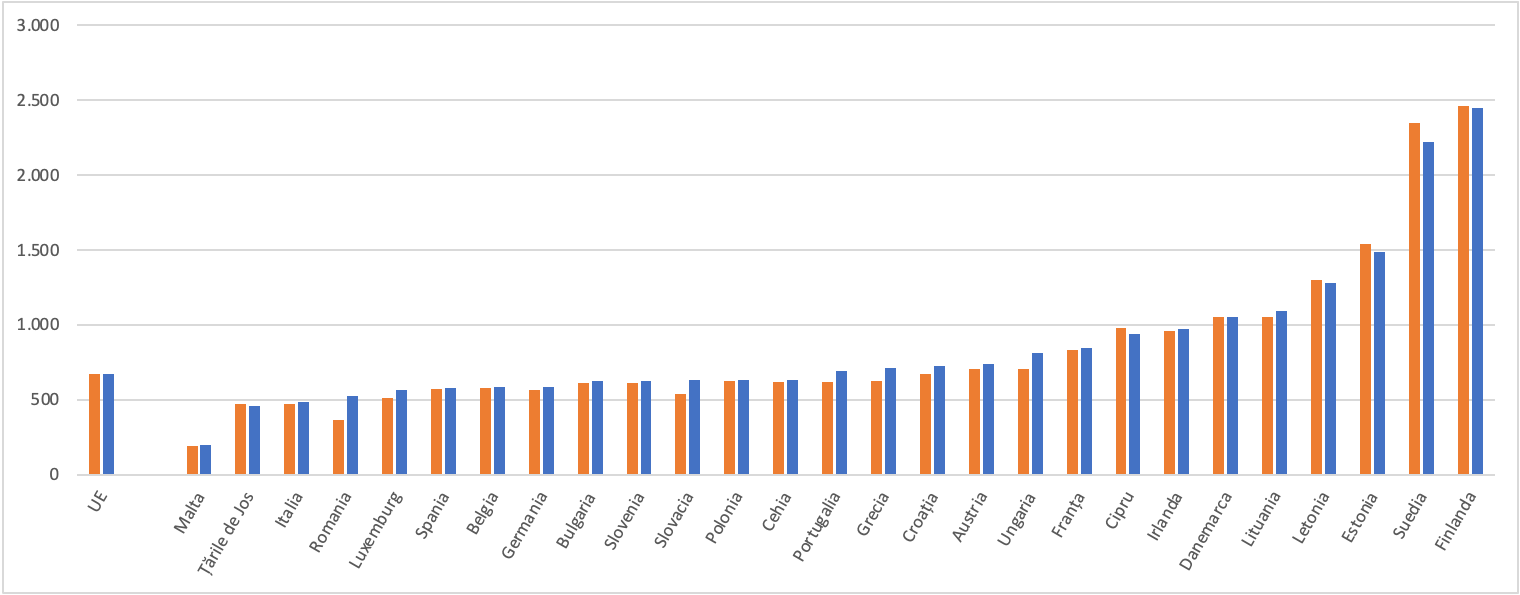
2015
2018
Sursa: Eurostat (online data code: sdg_11_31)

Acest indicator reprezintă suprafața destinată construcțiilor rezultată prin schimbarea destinației terenului, cum ar fi pentru zone rezidențiale, industriale și comerciale, infrastructură și terenuri de sport și include atât suprafețele ocupate, cât și neocupate.
| Loc | Țară              | 2009   | 2012   | 2015   | 2018   |
|     |                   |        |        |        |        |
| --- | ----------------- | ------ | ------ | ------ | ------ |
| -   | Uniunea Europeană | 6.161  | 6.444  | 6.725  | 6.734  |
| 1   | Malta             | N/A    | 2.221  | 1.906  | 2.014  |
| 2   | Țările de Jos     | 4.314  | 4.569  | 4.716  | 4.569  |
| 3   | Italia            | 4.395  | 4.587  | 4.715  | 4.843  |
| 4   | România           | N/A    | 3.552  | 3.648  | 5.284  |
| 5   | Luxemburg         | 5.429  | 6.284  | 5.117  | 5.652  |
| 6   | Spania            | 5.616  | 5.560  | 5.729  | 5.775  |
| 7   | Belgia            | 5.725  | 5.378  | 5.816  | 5.835  |
| 8   | Germania          | 5.266  | 5.534  | 5.648  | 5.867  |
| 9   | Bulgaria          | N/A    | 4.685  | 6.135  | 6.234  |
| 10  | Slovenia          | 5.794  | 5.706  | 6.092  | 6.251  |
| 11  | Slovacia          | 5.383  | 5.154  | 5.362  | 6.318  |
| 12  | Polonia           | 5.319  | 5.939  | 6.239  | 6.337  |
| 13  | Cehia             | 6.236  | 5.884  | 6.161  | 6.344  |
| 14  | Portugalia        | 5.880  | 6.018  | 6.212  | 6.891  |
| 15  | Grecia            | 5.620  | 5.767  | 6.277  | 7.102  |
| 16  | Croația           | N/A    | N/A    | 6.707  | 7.225  |
| 17  | Austria           | 6.543  | 6.953  | 7.036  | 7.401  |
| 18  | Ungaria           | 7.031  | 6.808  | 7.043  | 8.115  |
| 19  | Franța            | 8.344  | 8.405  | 8.352  | 8.451  |
| 20  | Cipru             | N/A    | 7.878  | 9.772  | 9.390  |
| 21  | Irlanda           | 9.222  | 10.156 | 9.613  | 9.727  |
| 22  | Danemarca         | 9.696  | 10.210 | 10.523 | 10.538 |
| 23  | Lituania          | 8.989  | 8.039  | 10.531 | 10.905 |
| 24  | Letonia           | 9.701  | 11.269 | 12.972 | 12.761 |
| 25  | Estonia           | 11.644 | 13.161 | 15.405 | 14.844 |
| 26  | Suedia            | 17.180 | 20.842 | 23.438 | 22.230 |
| 27  | Finlanda          | 21.366 | 23.382 | 24.587 | 24.476 |

Sursa: Eurostat (online data code: sdg_11_31)

### Rata de reciclare a deșeurilor municipale

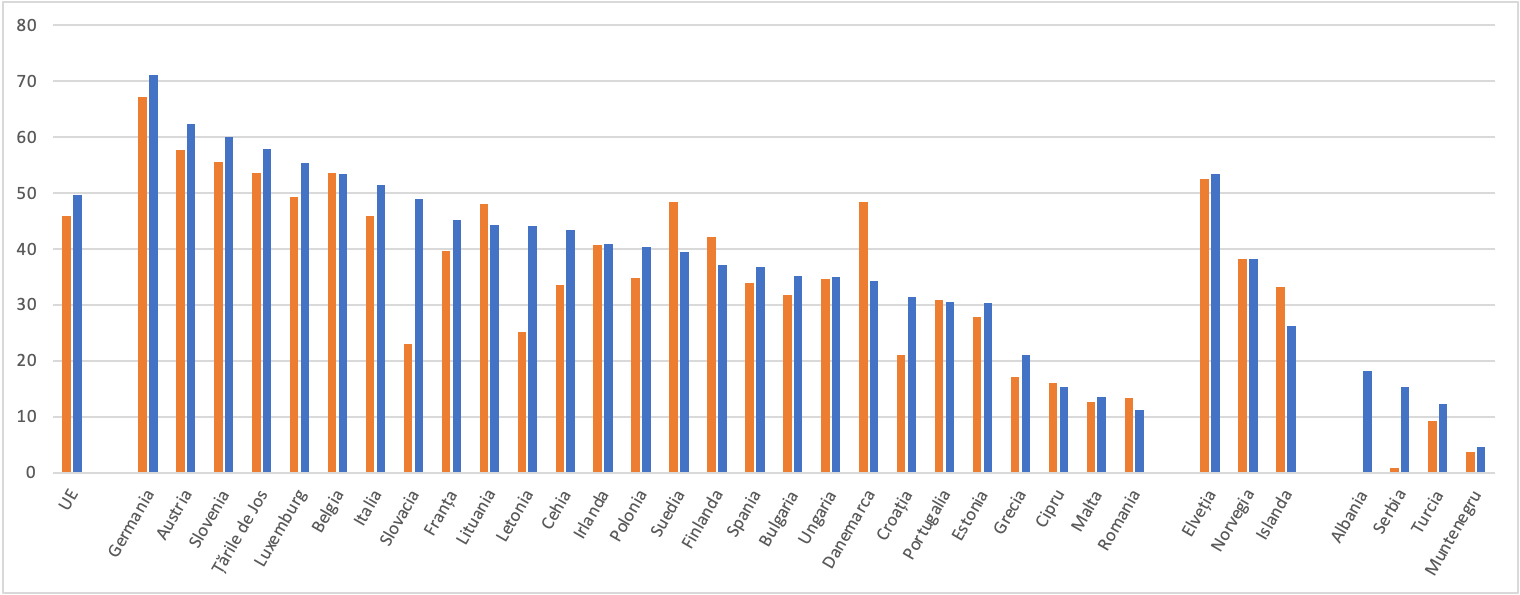
2016
2021
Sursa: Eurostat (online data code: sdg_11_60)

Acest indicator măsoară cantitatea reciclată din deșeurile municipale împărțită la cantitatea totală a deșeurilor municipale. Reciclarea include reciclarea materialelor, compostarea și digestia anaerobă. Deșeurile municipale constau în mare parte din deșeuri generate de gospodării, dar pot include și deșeuri similare generate de întreprinderile mici și instituțiile publice și care sunt colectate de municipalitate. Această ultimă parte a deșeurilor municipale poate varia de la municipalitate la municipalitate și de la țară la țară, în funcție de sistemul local de gestionare a deșeurilor. Pentru zonele care nu sunt acoperite de o schemă municipală de colectare a deșeurilor, cantitatea de deșeuri generată este estimată.
| Loc | Țară              | 2013    | 2014    | 2015    | 2016   | 2017   | 2018   | 2019   | 2020   | 2021    |
|     |                   |         |         |         |        |        |        |        |        |         |
| --- | ----------------- | ------- | ------- | ------- | ------ | ------ | ------ | ------ | ------ | ------- |
| -   | Uniunea Europeană | 41,5    | 43,4    | 44,9    | 45,9   | 46,3   | 46,4   | 47,2 s | 49,2 s | 49,6 s  |
| 1   | Germania          | 63,8    | 65,6    | 66,7    | 67,1   | 67,2   | 67,1   | 66,7 e | 70,3 p | 71,1 e  |
| 2   | Austria           | 57,7    | 56,3    | 56,9    | 57,6   | 57,8   | 57,7   | 58,2   | 62,3 b | N/A     |
| 3   | Slovenia          | 34,8 b  | 36,0    | 54,1 be | 55,5 e | 57,8 e | 58,9   | 59,2   | 59,3   | 60,0    |
| 4   | Țările de Jos     | 49,8    | 50,9    | 51,8    | 53,5   | 54,6   | 55,9   | 56,9   | 56,9   | 57,8 p  |
| 5   | Luxemburg         | 46,3    | 47,7    | 47,4    | 49,2 b | 48,9   | 49,0   | 48,9 e | 52,8   | 55,3    |
| 6   | Belgia            | 52,8    | 53,8    | 53,5    | 53,5   | 53,9   | 54,4   | 54,7   | 51,4 b | 53,3 p  |
| 7   | Italia            | 39,4    | 41,6    | 44,3 b  | 45,9   | 47,8   | 49,8   | 51,4   | 51,4   | N/A     |
| 8   | Slovacia          | 10,8    | 10,4    | 14,9    | 23,0   | 29,8   | 36,3   | 38,5   | 45,3   | 48,9    |
| 9   | Franța            | 38,7    | 39,7 e  | 40,7    | 39,7 e | 40,2 e | 40,7 e | 41,0 e | 41,7 e | 45,1 ep |
| 10  | Lituania          | 27,8    | 30,5    | 33,2    | 48,0 b | 48,1   | 52,6   | 49,7   | 45,3   | 44,3    |
| 11  | Letonia           | 25,9    | 27,0    | 28,7    | 25,2   | 24,8   | 25,2   | 41,0   | 39,7   | 44,1    |
| 12  | Cehia             | 24,2 e  | 25,4 e  | 29,7 e  | 33,6 e | 32,1 b | 32,2   | 33,3   | 40,5   | 43,3    |
| 13  | Irlanda           | N/A     | 39,8 b  | N/A     | 40,7   | 40,4   | 37,7   | 37,4 b | 40,8 b | N/A     |
| 14  | Polonia           | 15,1 be | 26,5 be | 32,5 e  | 34,8 e | 33,8 e | 34,3 e | 34,1 e | 38,7   | 40,3    |
| 15  | Suedia            | 48,2    | 49,3    | 47,6    | 48,4   | 46,8   | 45,8   | 46,6   | 38,3 b | 39,5    |
| 16  | Finlanda          | 32,5    | 32,5    | 40,6 b  | 42,1   | 40,5   | 42,3   | 43,5   | 42,1   | 37,1    |
| 17  | Spania            | 32,5    | 30,8    | 30,0    | 33,9   | 36,1   | 34,8   | 38,0   | 40,5   | 36,7 e  |
| 18  | Bulgaria          | 28,5    | 23,1    | 29,4    | 31,8   | 34,6   | 31,5   | 34,6 s | 35,2   | N/A     |
| 19  | Ungaria           | 26,4    | 30,5    | 32,2    | 34,7   | 35,0   | 37,4   | 35,9   | 32,0   | 34,9    |
| 20  | Danemarca         | 43,3    | 45,4    | 47,4    | 48,3   | 47,6   | 49,9   | 51,5   | 45,0 p | 34,3    |
| 21  | Croația           | 14,9    | 16,4    | 18,0    | 21,0   | 23,6   | 25,3   | 30,2   | 29,5   | 31,4    |
| 22  | Portugalia        | 25,8    | 30,4    | 29,8 b  | 30,9   | 29,1   | 29,1   | 28,9   | 26,8   | 30,5    |
| 23  | Estonia           | 17,6    | 31,1 b  | 28,3    | 27,9   | 28,2   | 28,0   | 30,8   | 28,9   | 30,3    |
| 24  | Grecia            | 15,8    | 15,4    | 15,8    | 17,2   | 18,9   | 20,1   | 21,0   | N/A    | N/A     |
| 25  | Cipru             | 13,9    | 14,8    | 16,6    | 16,1   | 16,0   | 16,7   | 16,6   | 16,6   | 15,3 p  |
| 26  | Malta             | 12,5    | 11,7    | 10,9    | 12,7   | 11,5   | 10,4   | 9,1    | 10,9   | 13,6    |
| 27  | România           | 13,2    | 13,1    | 13,3    | 13,4   | 14,0   | 11,1   | 11,5   | 11,9 p | 11,3 p  |

| Loc | Țară       | 2013   | 2014    | 2015   | 2016   | 2017   | 2018   | 2019   | 2020   | 2021  |
| --- | ---------- | ------ | ------- | ------ | ------ | ------ | ------ | ------ | ------ | ----- |
| -   | Elveția    | 51,0 e | 53,5 be | 52,7 e | 52,5 e | 52,5 e | 52,5 e | 53,0 e | 52,8   | 53,3  |
| -   | Norvegia   | 39,2   | 42,2 b  | 42,8   | 38,2 b | 38,8   | 40,7   | 40,9   | 41,0 b | 38,2  |
| -   | Islanda    | 29,9   | 29,7    | 28,2   | 33,2   | 25,8   | 27,5   | N/A    | 26,2   | N/A   |
|     |            |        |         |        |        |        |        |        |        |       |
| -   | Albania    | N/A    | N/A     | N/A    | N/A    | N/A    | N/A    | N/A    | 18,1   | 18,7  |
| -   | Serbia     | 1,0    | 0,7     | 0,8    | 0,3    | 0,3    | 0,3    | N/A    | 15,4   | N/A   |
| -   | Turcia     | N/A    | N/A     | N/A    | 9,2 be | 9,2 e  | 11,5 e | 11,5 e | 12,3   | N/A   |
| -   | Muntenegru | N/A    | N/A     | N/A    | N/A    | N/A    | 3,7 e  | 5,3 e  | 4,6 e  | 4,7 e |

b - întrerupere în seriile temporale

e - date estimate

p - date provizorii

ep - date estimate, date provizorii

be - întrerupere în seriile temporale, date estimate

s - date estimate Eurostat

Sursa: Eurostat (online data code: sdg_11_60)